# (1862) Apollo
(1862) Apollo – planetoida typu Apollo, od której wzięła nazwę cała grupa tych ciał niebieskich (grupa planetoid Apolla).

## Odkrycie
Planetoida została odkryta 24 maja 1932 w Landessternwarte Heidelberg-Königstuhl w Heidelbergu przez niemieckiego astronoma Karla Wilhelma Reinmutha. Nazwa planetoidy pochodzi od Apolla, boga piękna, światła i życia w mitologii greckiej. Przed jej nadaniem planetoida nosiła oznaczenie tymczasowe (1862) 1932 HA.

## Orbita
Orbita (1862) Apollo nachylona jest do płaszczyzny ekliptyki pod kątem 6,35°. Na jeden obieg wokół Słońca ciało to potrzebuje 1 rok i 288 dni, krążąc w średniej odległości 1,47 j.a. od Słońca. Mimośród orbity tej planetoidy to 0,559.
Charakterystyczną cechą trajektorii Apolla jest częste przechodzenie w pobliżu Ziemi; asteroida ta zalicza się do obiektów typu NEO, potencjalnie zagrażających naszej planecie. W swej drodze wokół Słońca Apollo przecina orbitę ziemską i w peryhelium znajduje się bliżej Słońca niż Ziemia.

## Właściwości fizyczne
Jest to obiekt skalny o niewielkich rozmiarach (jego średnica wynosi ok. 1,7 km) i nieregularnym kształcie. Średnia gęstość tej planetoidy to 2,0 g/cm³, jej obrót wokół własnej osi trwa 3,065 godziny. Apollo ma jasność absolutną wynoszącą 16,23m, a albedo 0,21, zalicza się on do planetoid typu Q.

## Satelita planetoidy
Planetoida ta posiada maleńkiego satelitę S/2005 (1862) 1 (oznaczenie prowizoryczne). Ma on rozmiary zaledwie ok. 80 m i krąży w odległości 3 km od głównego składnika. Został on zidentyfikowany podczas obserwacji radarowych wykonanych przez radioteleskop w Obserwatorium Arecibo w Portoryko pomiędzy 29 października a 2 listopada 2005 roku.